# Cataglyphis humeya
Cataglyphis humeya es una especie de hormigas endémicas de la España peninsular.